# Station Kangetsukyo
Station Kangetsukyō (観月橋駅, Kangetsukyō-eki) is een spoorwegstation in de wijk Fushimi-ku, in de Japanse stad Kyoto. Het wordt aangedaan door de Uji-lijn. Het station heeft twee sporen, gelegen aan twee zijperrons. Het station is vernoemd naar de nabijgelegen brug Kangetsu.
De directe omgeving van het station staat bekend als verkeersgevaarlijk: het spoor staat haaks op een snelweg en het station ligt vlak voor de Kangetsu-brug, waardoor het feitelijk deel uitmaakt van het kruispunt.

## Treindienst

### Uji-lijn
| 1 | ■ | richting Chūshōjima      |
| 2 | ■ | richting Rokujizō en Uji |

## Geschiedenis
Het station werd in 1913 geopend. In 1945 was het station twee maanden gesloten.

## Stationsomgeving
- Fushimi-park
- Uji-rivier
- Autoweg 24

Chūshojima · Kangetsukyō · Momoyama-Minamiguchi · Rokujizō · Kowata · Ōbaku · Mimurodo · Uji